# Lichenopteryx
Lichenopteryx é um gênero de mariposa pertencente à família Eupterotidae.

## Espécies
- Lichenopteryx despecta Felder, 1874
- Lichenopteryx scotina Hering, 1932